# Infraction de stationnement

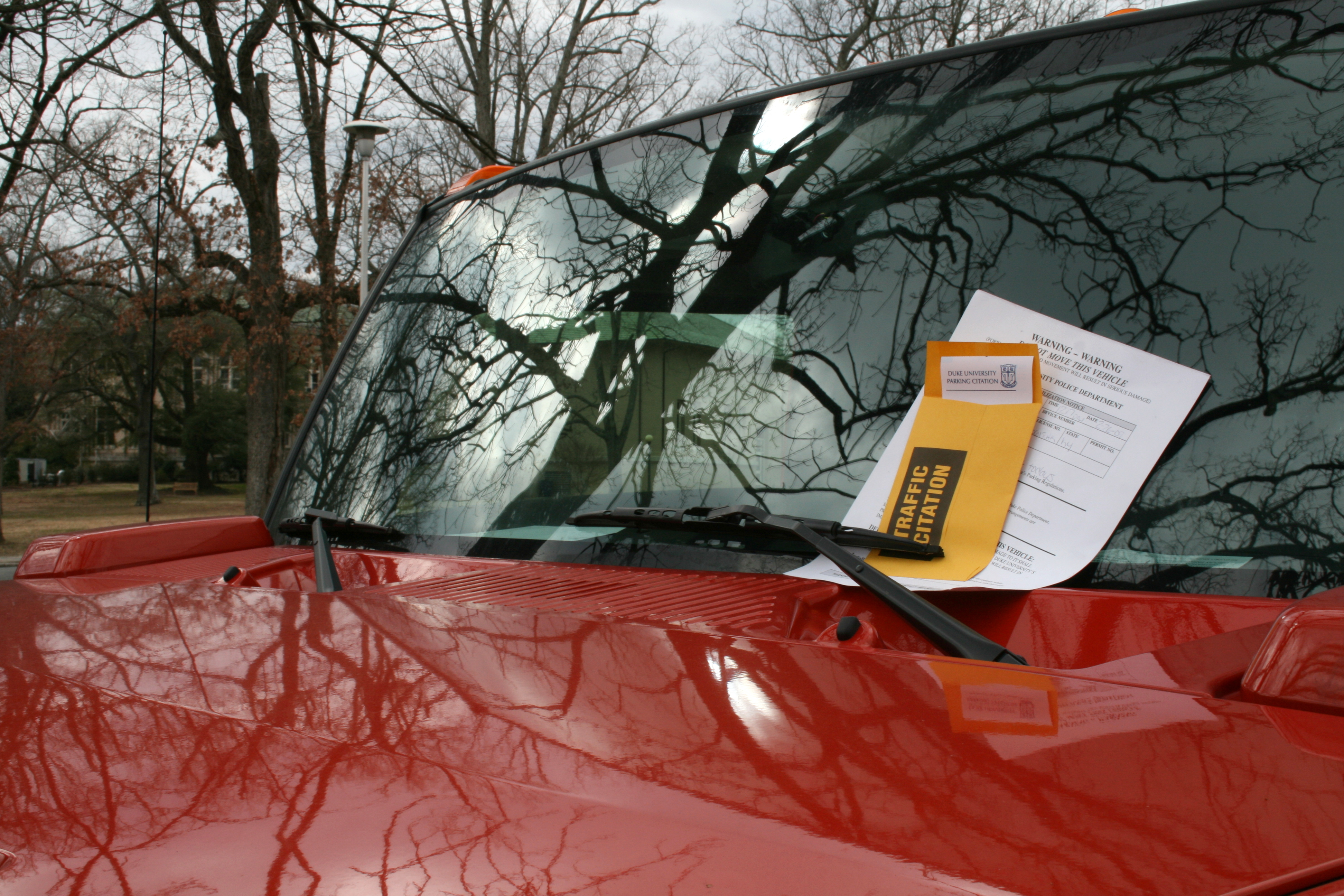
Procès-verbal sur un véhicule à Durham (Caroline du Nord).

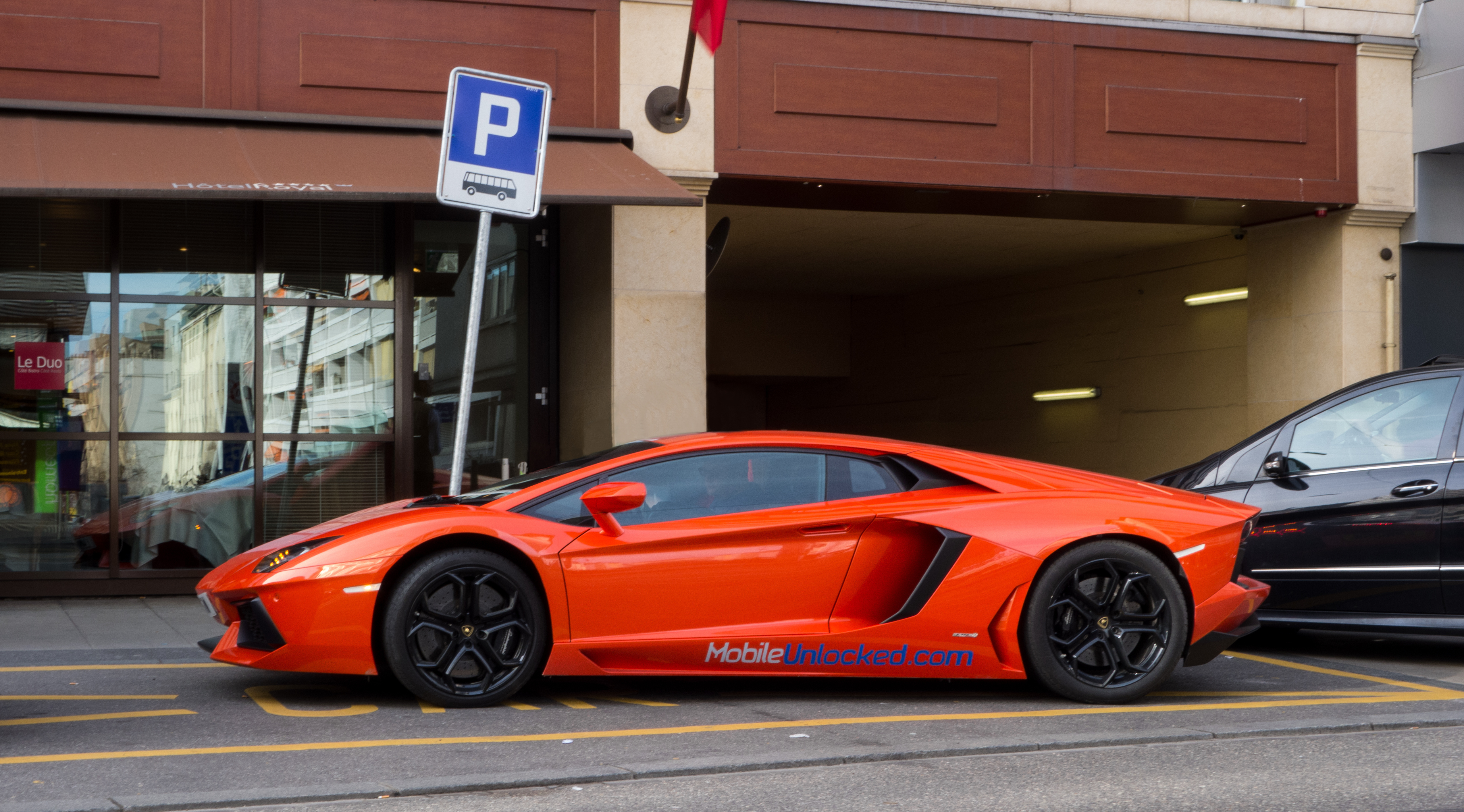
Infraction de stationnement à Genève, Suisse

Une infraction de stationnement est le fait de mettre à l'arrêt un véhicule à moteur d'une manière contraire aux règles établies que ce soit en raison du lieu où il se trouve, ou pour d'autres conditions. Ainsi, le stationnement est-il généralement interdit au milieu des voies de circulation, le conducteur devant utiliser l'un des deux côtés de la voie ou un des espaces destinés à cet usage. Dans tous les cas, des règles gèrent les possibilités de stationnement et prévoient des sanctions, généralement financières, après rédaction d'un procès-verbal par un agent habilité.

## Exemples

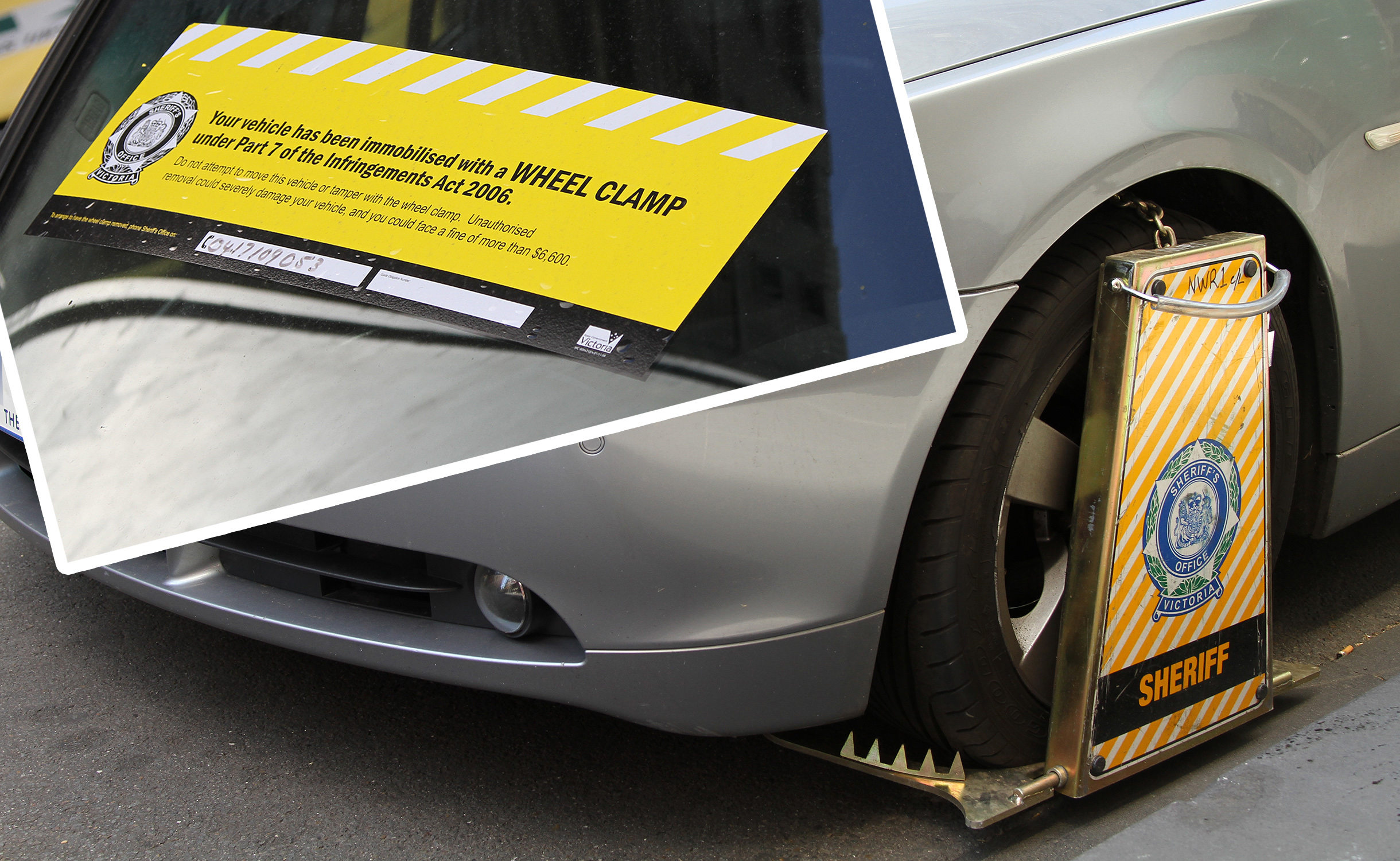
Le sabot bloquant la roue d'un véhicule pour infraction au stationnement à Melbourne, permet de contraindre au paiement de l'amende.

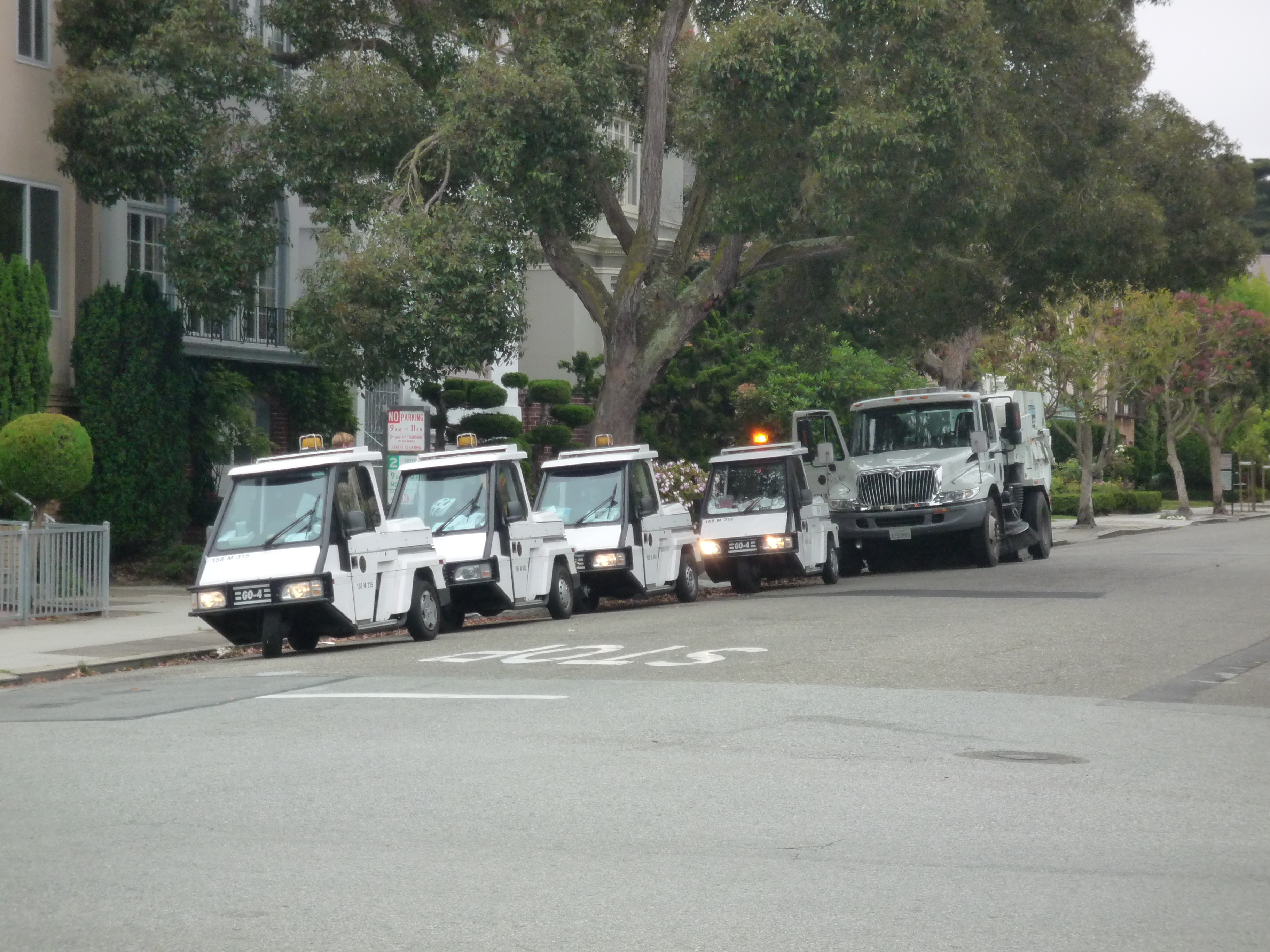
Quatre véhicules de préposés au stationnement et un camion de nettoyage à San Francisco.

Le stationnement illicite peut consister selon les États :
- Stationnement dans un lieu interdit au stationnement comme un arrêt de bus, en face d'une bouche d'incendie ou une entrée de véhicule ;
- Stationnement sur le trottoir ou sur une voie ou piste cyclable, sauf si autorisé explicitement ;
- Stationnement à l'intérieur ou à proximité excessive d'un croisement, d'un passage à niveau ou d'un passage piéton ;
- Stationnement en double file ;
- Dépassement du temps de stationnement ou non-paiement d'un stationnement payant ;
- Stationnement sans autorisation sur un stationnement réservé aux véhicules handicapés ;
- Stationnement d'un véhicule en infraction (absence de plaque, d'assurance, etc.) ;
- Stationnement sans autorisation sur un stationnement réservé aux résidents ;
- Stationnement sans autorisation sur un stationnement réservé aux employés ;
- Stationnement avec titre de paiement non visible ;
- Stationnement sur des routes qui doivent être déneigées ;
- Stationnement dans des virages ;
- Stationnement réservé à un usage spécifique (zones de livraison, par exemple) ;
- Stationnement lors de la période prévue pour le nettoyage de la rue ;
- Stationnement lors de la période prévue pour des travaux de construction ou d'entretien ;
- Stationnement plus long que le délai autorisé (souvent 24 heures) ;
- Stationnement dans le sens de circulation inverse ;
- Stationnement en dehors des emplacements réservés à cet usage.

## États-Unis

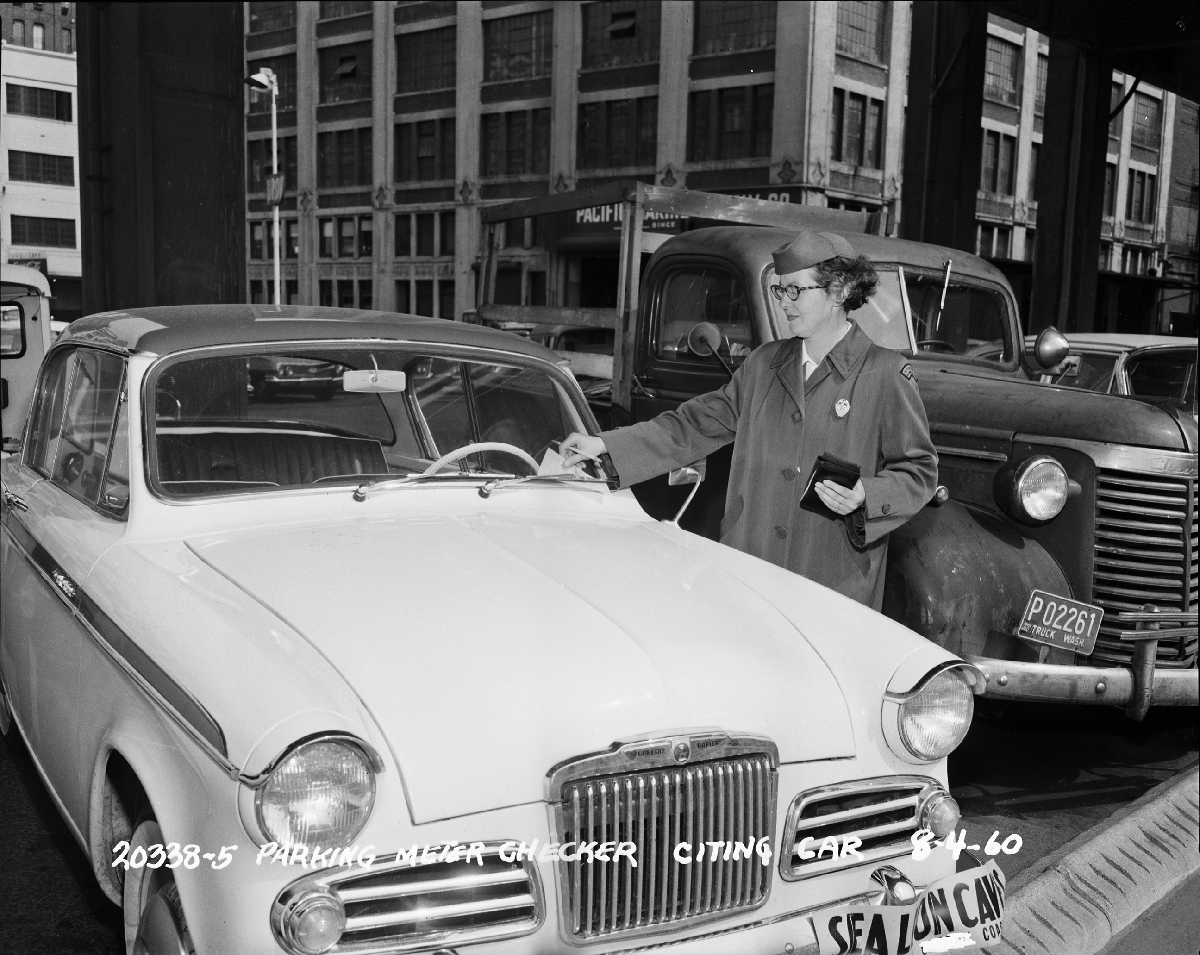
Pervenche mettant un procès à un véhicule contrevenant, à Seattle Washington, en 1960.

En 1926, des marchands des États-Unis ont considéré l'encombrement comme une de leurs principales difficultés. Le manque de stationnement était le problème primaire. Les clients allaient là où ils pouvaient se garer.
Durant la grande dépression, et les difficultés des villes à se financer, le stationnement payant s'est avéré être une nouvelle source de revenu, d'une part avec le paiement des places, et d'autre part avec les amendes. En 1944 les villes des États-Unis généraient dix millions de dollars des EU annuellement avec les seuls revenus des stationnements payants. Les règles complexes du stationnement sont à présent une partie intégrante de l'usage de l'automobile en ville.
En général un avis d'amende est placé sur le véhicule en l'absence du propriétaire ou du conducteur. Dans certaines juridictions, des sanctions peuvent viser le refus de renouvellement des licences en cas d'amendes impayées. Dans certaines juridictions comme New York ou Boston, des sanctions spécifiques sont appliquées en cas d'excès d'amendes cumulées. 

Panneaux Stationnement interdit
Stationnement interdit, MUTCD R7-1.
Stationnement interdit en Californie, Caltrans R-28.
Stationnement interdit dans l'État de New York, NYSDOT NYP1-2.
Stationnement interdit en Pennsylvanie, PADOT R7-7A.
Stationnement interdit avec particularités à New York, NYCDOT SC-346C.
Un panneau annonçant dans New York un énigmatique : « Don't even think of parking here », NYCDOT.

## Europe

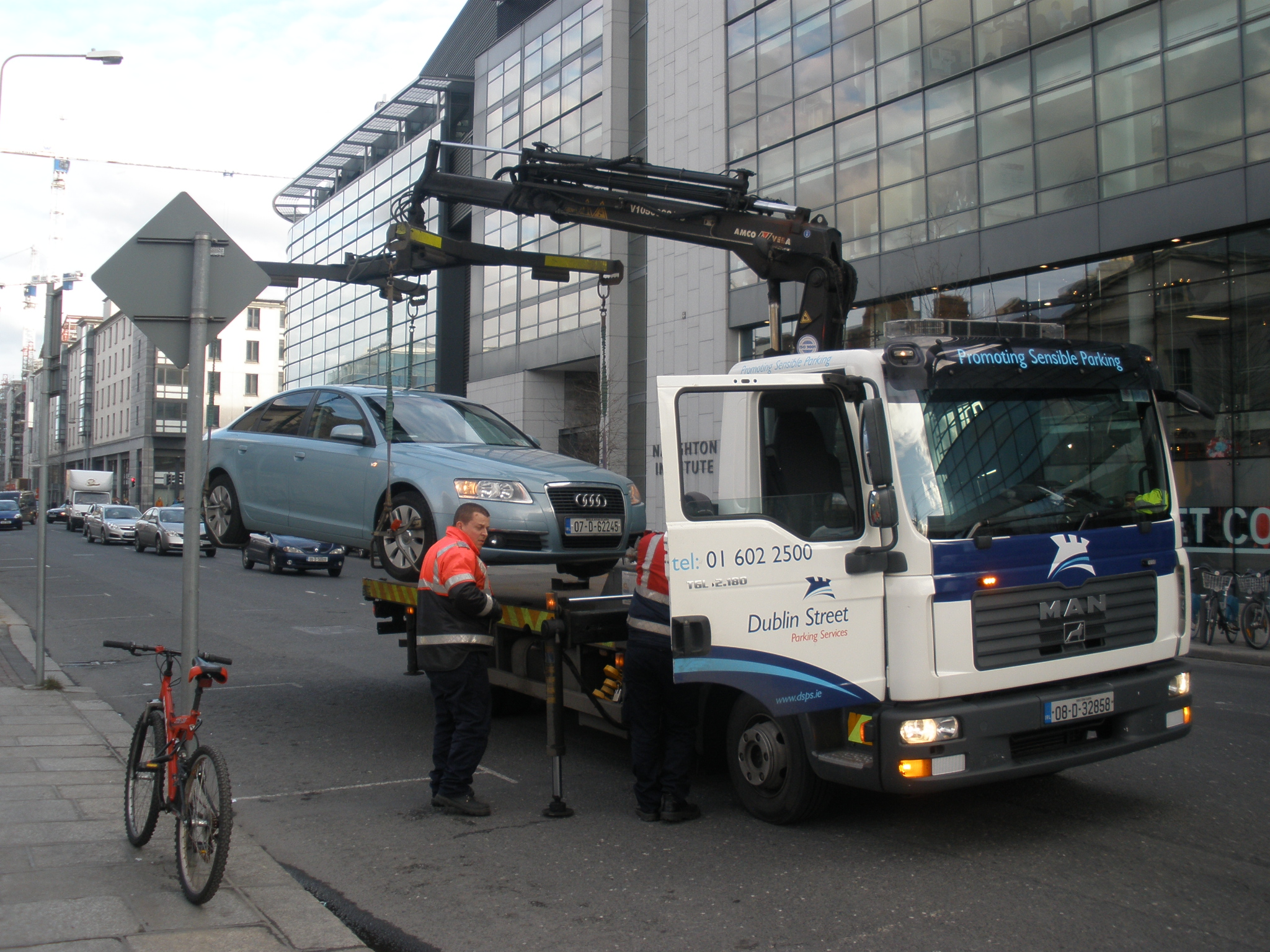
Enlèvement d'une voiture en Irlande

En Europe aussi les amendes sont utilisées pour sanctionner les infractions de stationnement. 
En France, le stationnement est interdit sur le trottoir et en ville en sens de circulation inverse, sauf dérogation.
En Suède, les infractions de stationnement sont considérées comme des crimes de circulation avec des amendes. En cas de non-paiement des amendes dans les délais prévus, le Swedish Enforcement Administration peut saisir l'argent relativement rapidement. Le propriétaire est alors noté comme mauvais payeur, ce qui lui interdit de bénéficier d'un emprunt pendant trois années.[réf. nécessaire] L'utilisation irrégulière d'une place de stationnement (en dehors de la rue)  est considérée comme une rupture de contrat qui résulte en frais de pénalité avec différentes règles. D'après des statistiques de Stockholm, les véhicules cumulant le plus grand nombre d'infractions sont des véhicules des marques Jeep, Mercedes-Benz, Porsche et Lexus. Les Mercedes sont les véhicules les plus en infractions sur des places réservées aux handicapés. Le professeur Gunnar Aronsson du département de psychologie de l'université de Stockholm croit que les propriétaires pourraient considérer leur temps comme plus important,. D'après Jan Prestberg du bureau de la circulation de Stockholm, les amendes sont suffisamment faibles pour être ignorées des plus riches. Il est souvent difficile de trouver des places de stationnement dans les grandes villes. Après l'introduction du sabot de Denver à Londres, le prix de location d'espaces de stationnement a considérablement augmenté.
Les véhicules étrangers sont difficilement sanctionnés en Europe, car il n'est ni évident de trouver le propriétaire dans un État étranger, ni de le sanctionner avec la loi locale.[réf. nécessaire] L'Union européenne harmonise la législation dans le but de coordonner la paiement des amendes entre États membres. Dans certaines villes, comme Londres, cela a été résolu en bloquant une roue d'un véhicule stationné illégalement. Le conducteur doit payer pour pouvoir repartir.

## Australie
Les amendes de stationnement ont été introduites dans les années 1950 en Nouvelle-Galles du Sud en Australie. 

## Galerie

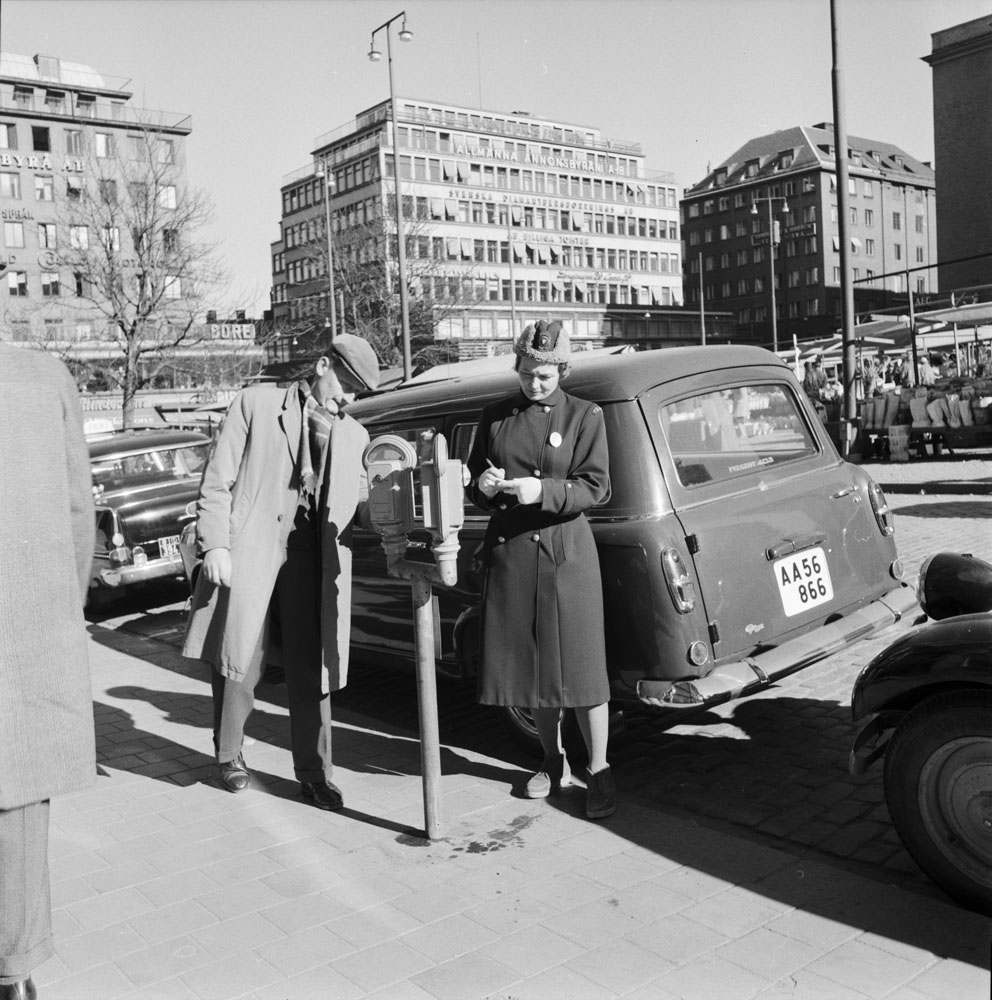
Agent dressant un procès verbal de stationnement illégal à Stockholm en 1961.
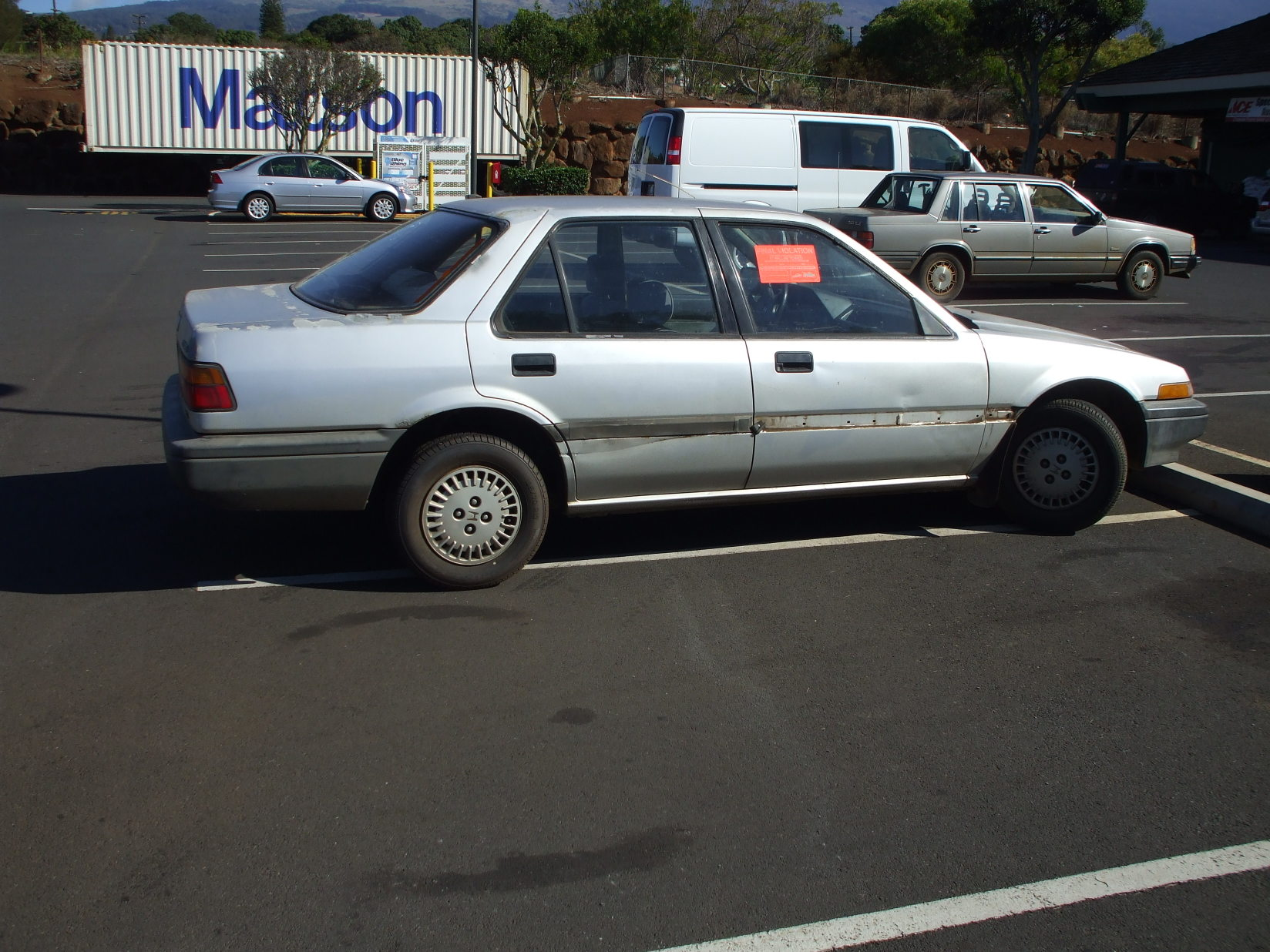
Automobile avec un autocollant de stationnement illégal en 2007.
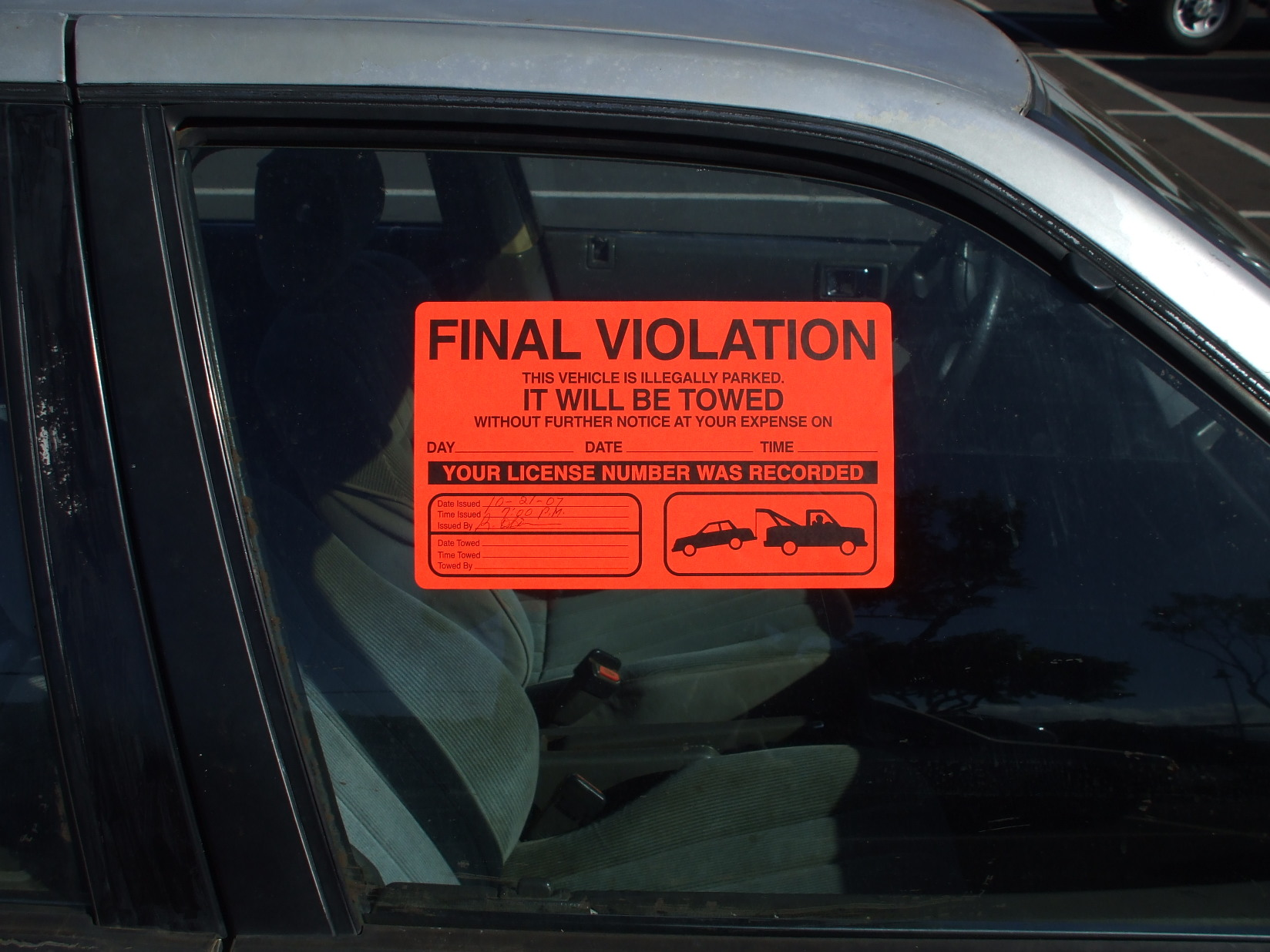
Gros plan sur l'autocollant.
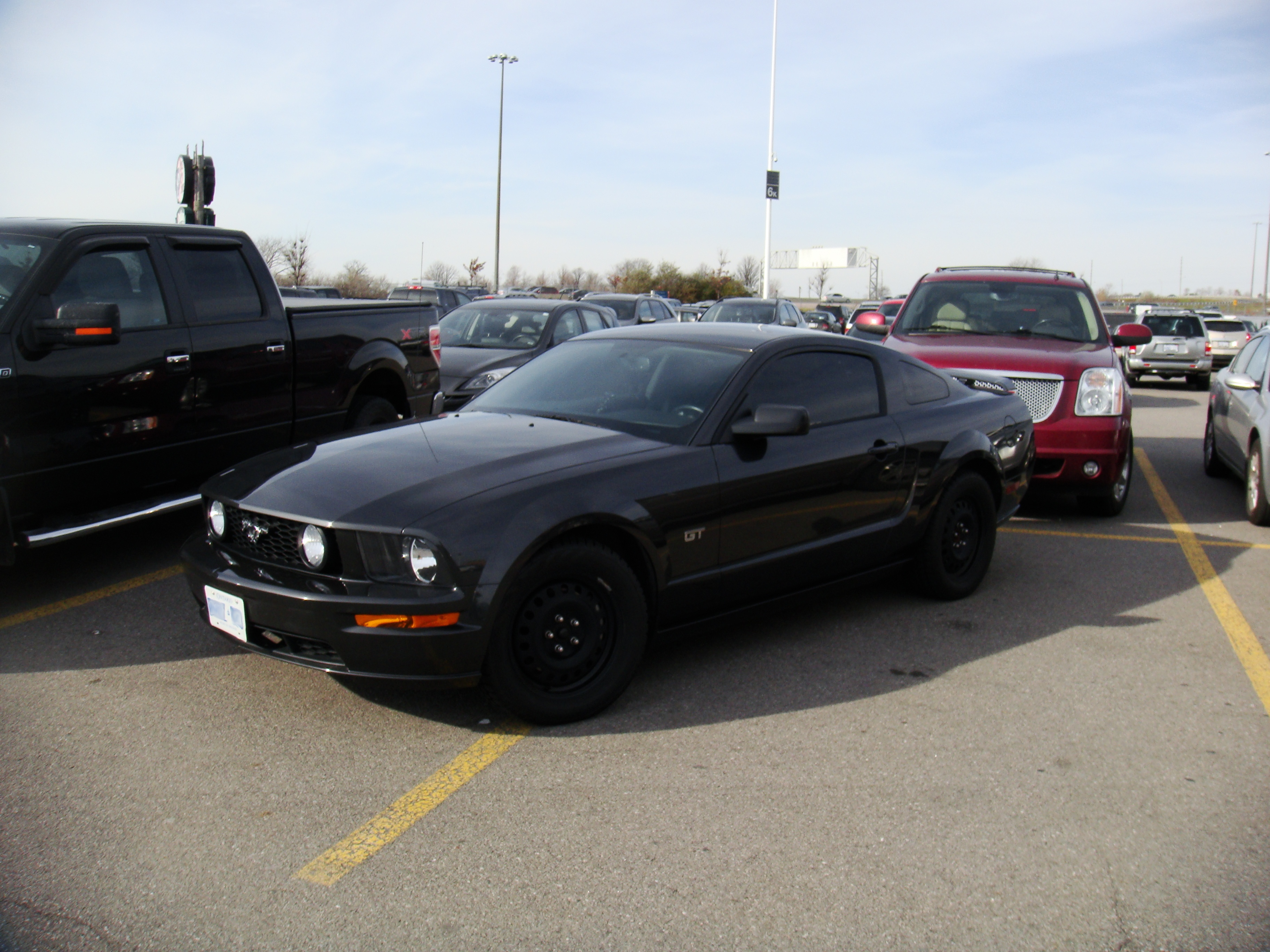
Une GT occupant illégalement deux places de parking à Vaughan Mills, Ontario en 2011.
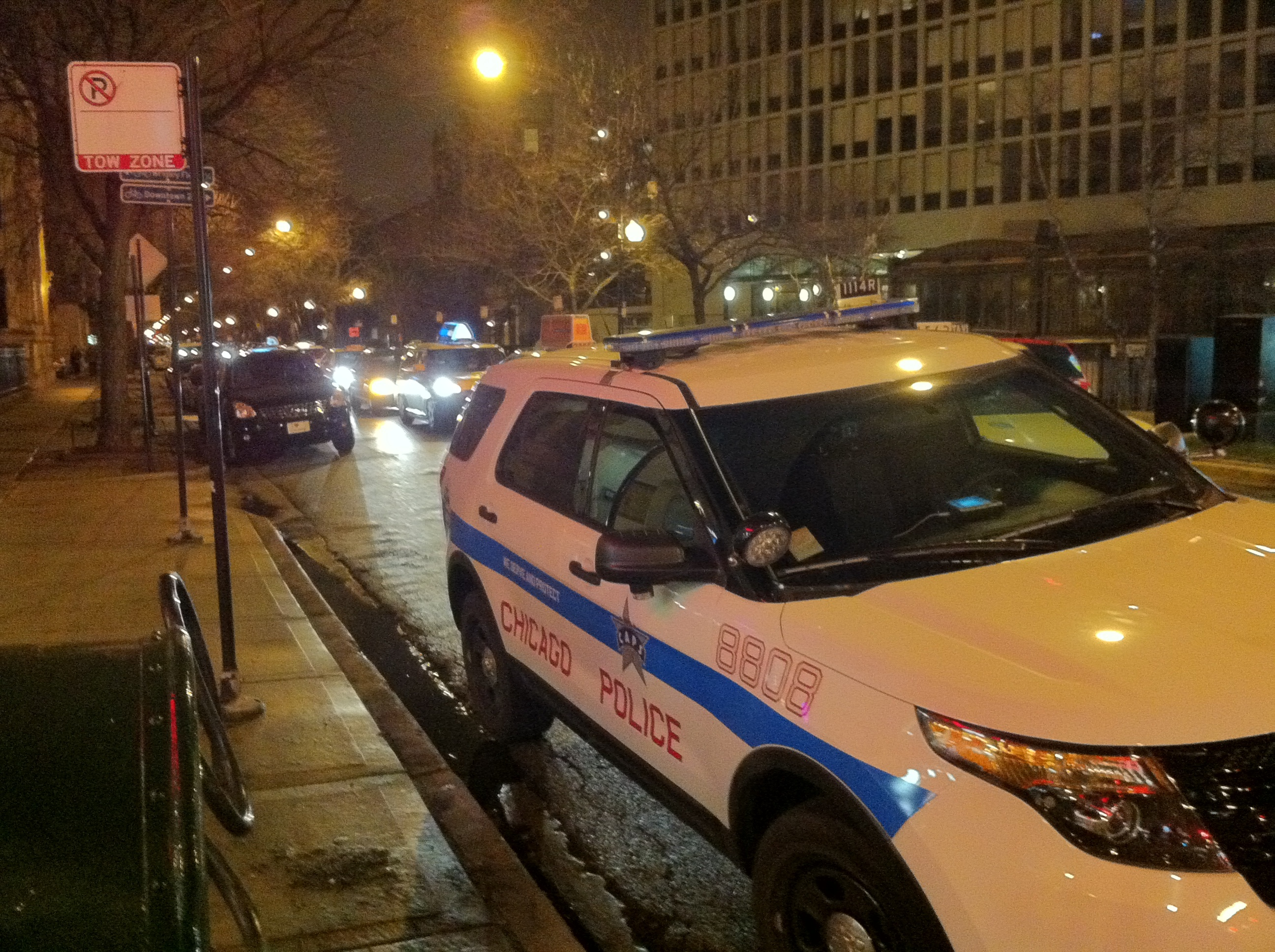
Voiture de police de La police de Chicago en stationnement interdit (2013).